# Thierry Hupond
Thierry Hupond, né le 10 novembre 1984 à Décines-Charpieu (Rhône), est un coureur cycliste français, professionnel de 2007 à 2017. Il est passé professionnel dans l'équipe néerlandaise Skil-Shimano en 2008, après y avoir été stagiaire à la fin de la saison 2007.

## Biographie

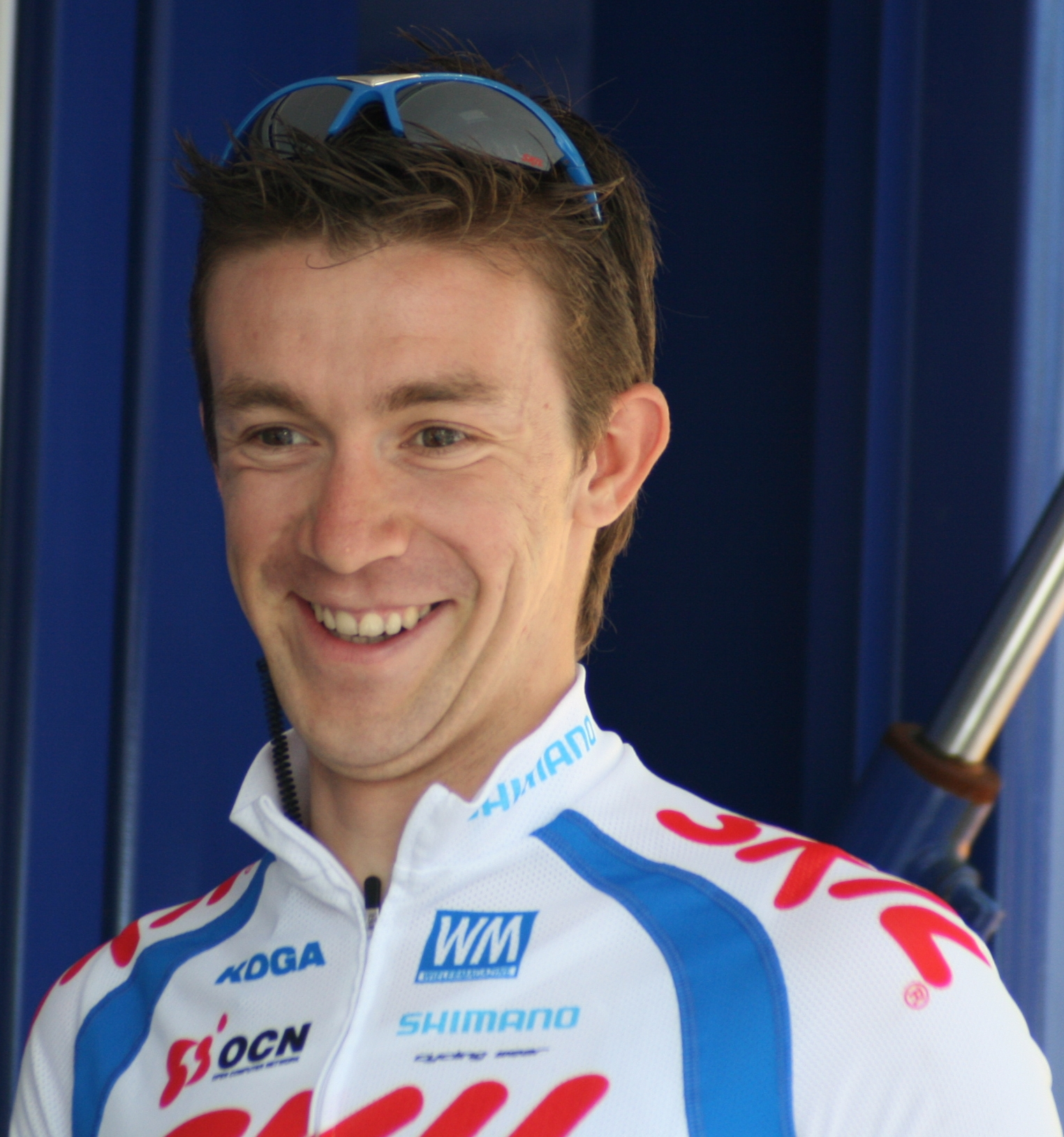
Thierry Hupond lors des Quatre Jours de Dunkerque 2008.

Thierry Hupond naît le 10 novembre 1984 à Décines-Charpieu en France.
Il entre en 1997 au Charvieu-Chavagneux IC. Il termine 3e du Chrono des Nations juniors en 2001 et est champion de France contre-la-montre juniors l'année suivante. Il fait son entrée en 2005 au Vélo-Club La Pomme Marseille. En 2006, il remporte une étape du Tour de Nouvelle-Calédonie et la Vallée du Champsaur. En 2007, il remporte le Souvenir Vietto-Gianello et le Tour du Charolais. Du 15 août au 31 décembre, il est pris comme stagiaire dans l'équipe néerlandaise Skil-Shimano.
Thierry Hupond devient professionnel dans cette équipe en 2008. Il demeure dans celle-ci au fil des saisons et des changements de nom : Project 1t4i le 1er janvier 2012, Argos-Shimano le 1er avril 2012, Giant-Shimano en 2014 et Giant-Alpecin en 2015. Il termine 3e du Tour de Münster en 2009 et 2e des Boucles du Sud Ardèche en 2011, mais c'est en 2014 qu'il obtient sa première victoire en tant que professionnel, sur la 4e étape des Quatre Jours de Dunkerque,. Au sein de cette formation, il tient durant ces années un rôle-type de grégario consistant à rouler en tête de peloton pour réduire l'avance des échappés et favoriser une arrivée au sprint pour Marcel Kittel.
Fin 2015, il s'engage avec l'équipe continentale professionnelle Delko-Marseille Provence-KTM où il est libéré de ce rôle et peut enfin attaquer et participer aux échappées.
Il met un terme à sa carrière de coureur à l'issue de la saison 2017.

## Palmarès et classements mondiaux

### Amateur
- 2001[1]
  - 3e du Chrono des Nations juniors
- 2002
  -  Champion de France du contre-la-montre juniors
  - Tour du Valromey
- 2004
  - Grand Prix de Chamoux-sur-Gelon
- 2006
  - 7ea étape du Tour de Nouvelle-Calédonie
  - Vallée du Champsaur
- 2007
  - Souvenir Vietto-Gianello
  - Tour du Charolais
  - Boucles du Tarn
  - 2e du Grand Prix des Flandres françaises
  - 3e du Grand Prix Mathias Nomblot

### Professionnel
- 2009[1]
  - 3e du Tour de Münster
- 2011

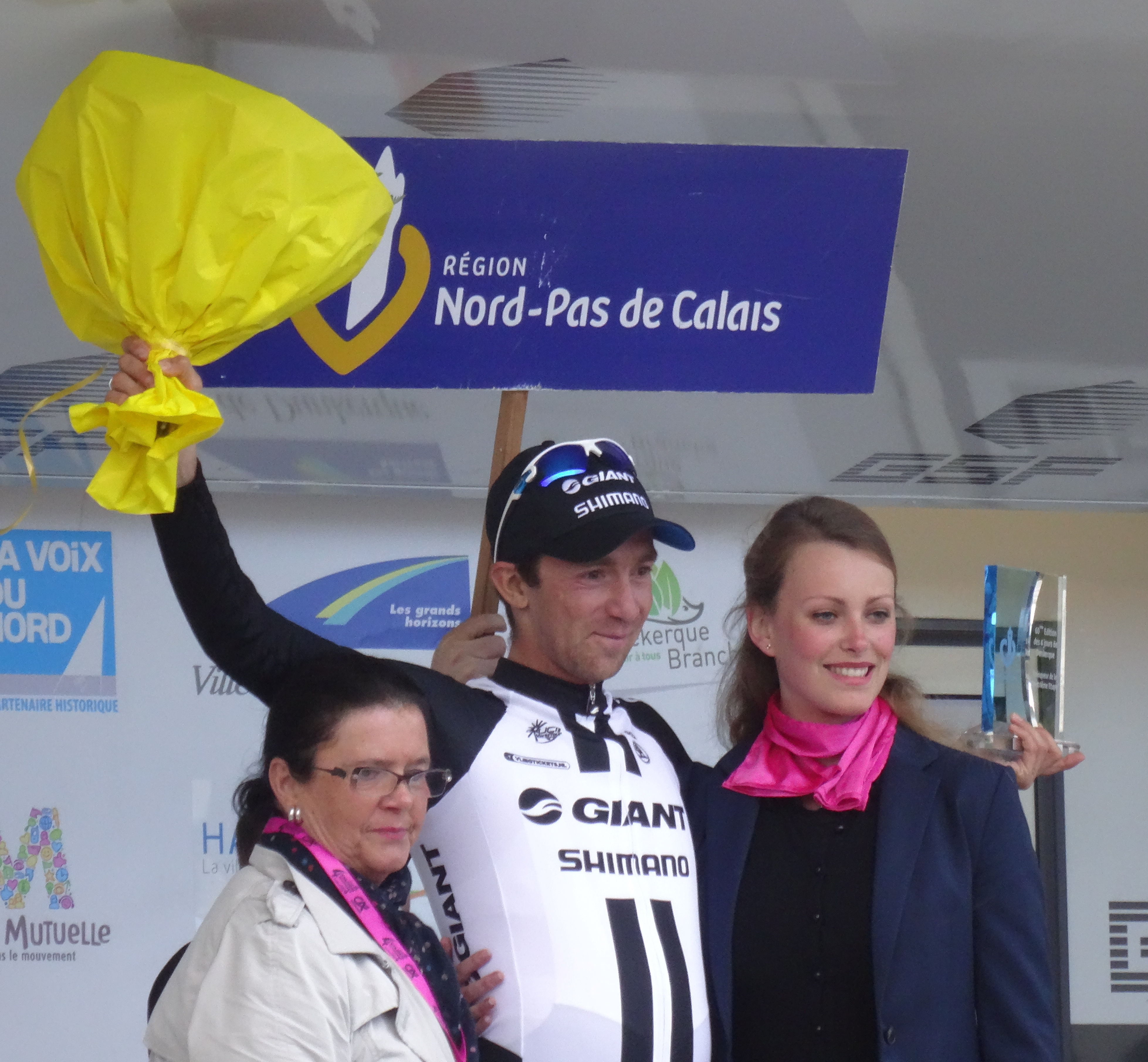
Thierry Hupond vainqueur de la 4e étape des Quatre Jours de Dunkerque.

  - 2e des Boucles du Sud Ardèche
- 2014
  - 4e étape des Quatre Jours de Dunkerque

### Résultats sur les grands tours

#### Tour de France
1 participation
- 2009 : 90e

#### Tour d'Espagne
3 participations
- 2012 : 124e
- 2013 : abandon (20e étape)
- 2015 : 142e

### Classements mondiaux
| Année           | 2005 | 2006 | 2007  | 2008 | 2009 | 2010 | 2011 | 2012 | 2013 | 2014 | 2015 |
| --------------- | ---- | ---- | ----- | ---- | ---- | ---- | ---- | ---- | ---- | ---- | ---- |
| UCI World Tour  |      |      |       |      |      |      |      |      | nc   | nc   | nc   |
| UCI Asia Tour   |      |      |       | 249e |      | 258e |      |      |      |      |      |
| UCI Europe Tour | 793e |      | 1351e | 556e | 476e | 472e | 145e | nc   |      |      |      |